# Средний палеолит на территории России

Скульптурная реконструкция облика неандертальца по материалам грота Ла-Ферраси (Франция). Дарвиновский музей

Средний палеоли́т или эпоха мустье на территории России — период в развитии материальной культуры на территории современной Российской Федерации. Условно датируется временем от 120 до около 35 тысяч лет назад; абсолютная хронология остаётся неясной. Согласно одной хронологической схеме рассматривается как особый период, продолжение нижнего палеолита, согласно другой схеме — заключительная часть последнего . С периодом среднего палеолита связаны находки древнейших костных останков людей на территории России: создателями материальной культуры периода были палеоантропы (неандертальцы, денисовцы), но в поздних слоях мустьерских памятников зафиксированы останки индивидов с чертами перехода от палеоантропа к человеку современной анатомии (Homo sapiens sapiens). В эпоху среднего палеолита происходило дальнейшее совершенствование каменных орудий, менялся физический облик людей, происходило заселение более холодных областей средней полосы современной России. Обстоятельства завершения среднего палеолита остаются неясными; согласно одной из версий решающее значение имели природные катаклизмы, приведшие к массовому вымиранию палеоантропов, стоянки которых впоследствии были заселены кроманьонцами — архаичной разновидностью людей современной анатомии.

## Хронология и периодизация
Существует две схемы периодизации палеолита — двухчленная и трёхчленная; согласно двухчленной схеме нижний палеолит включает три эпохи: олдувайскую, ашельскую и мустьерскую; согласно трёхчленной схеме эпоха мустье выделяется в особый период среднего палеолита. В геологическом отношении эпоха мустье совпадает с частью верхнего плейстоцена; на территории современной России ей ориентировочно соответствует интервал рисс-вюрм (микулинское межледниковье Восточной Европы) и первая половина вюрма (валдайское оледенение). Традиционная (французская) схема связывает мустье с первой половиной вюрмского оледенения, однако на территории Русской равнины имеется ряд памятников (Хотылёво, Сухая Мечётка и др.), где соответствующий материал соотносится с более ранним микулинским межледниковьем (соответствует интервалу рисс-вюрм). Соответствующие мустье ранневюрмские отложения на территории европейской части бывшего СССР соотносятся с ранней стадией валдайского оледенения — калининским (тверским) оледенением. Для выявления абсолютных дат применяются методы радиоизотопного датирования (радиоуглеродный, калий-аргоновый и др.). Вопрос об абсолютных датах начала эпохи остаётся нерешённым; в то время как урано-иониевая датировка карангатской (рисс-вюрмской) причерноморской террасы колеблется в пределах 91—71 тысяч лет назад, активное заселение среднепалеолитическим человеком Алтая соотносится со временем 120—50 тысяч лет назад. Окончание мустьерского вюрма может быть увязано с ориентировочной датой 35 тысяч лет назад.

## Общая характеристика
На средний палеолит пришлось значительное ухудшение природных условий: если раннемустьерские памятники Европейской России соотносятся с тёплым микулинским (мгинским) межледниковьем, то позднемустьерские памятники приурочены к суровому климату начала валдайского оледенения, когда в ряде районов условия обитания приблизились к экстремальным. Несмотря на ухудшение климата, человек смог выжить в этих условиях и адаптироваться к ним: по сравнению с предшествующим периодом обитаемая зона расширилась. Мустьерские люди селились в пещерах и по берегам рек; материальная культура демонстрирует дальнейший прогресс приёмов обработки камня: важнейшим достижением стала техника леваллуа, благодаря которой были усовершенствованы основные типы орудий — остроконечники и скрёбла. По сравнению с нижним палеолитом все отчётливее проявляются признаки, позволяющее выделять древнейшие археологические культуры. Всего для мустьерской эпохи выделяется два уровня сходства материальной культуры — низший и высший. Низший тип (так называемые линии развития) объединяет территориально разобщённые, но близкие в технико-типологическом отношении индустрии (типично-мустьерская, зубчато-мустьерская и др.). Высший тип (условно — археологические культуры) объединяет территориально сопряжённые группировки одновременных памятников. Создателями материальной культуры мустье считаются палеоантропы, которые на территории современной России представлены останками неандертальцев (Homo neanderthalensis); помимо этого, анализ генетического материала из Денисовой пещеры (на Алтае) позволил выделить особую разновидность гоминид — денисовцев, находившихся в сестринском родстве с неандертальцами. Наконец, на стоянках Староселье (Крым) и Рожок I (Приазовье) обнаружены костные останки, в морфологии которых сочетаются архаичные и сапиентные черты, а общие генетические исследования установили факт скрещивания древнейших Homo sapiens с неандертальцами и денисовцами.

## Материальная культура

### Средний палеолит европейской части России

#### Северный Кавказ

Техника леваллуа: скалывание отщепа

На Северном Кавказе открыты как разрозненные памятники, так и два скопления — в Прикубанье и в районе Сочи (часть колхидского скопления). Наибольший интерес представляют памятники типично мустьерской губской культуры на юге Краснодарского края (пещеры: Мезмайская, Баракаевская и Монашеская, Ильская стоянка), где обнаружены останки неандертальцев, генетически близкие обитателям Центральной Европы. Для губской культуры характерны: сочетание дисковидно-радиальной, леваллуазской и призматической техник расщепления камня, малые размеры изделий, многочисленность скрёбел и др., при этом в индустрии Ильской стоянки присутствуют смешанные черты; исследователи также отмечают близость культуры указанных памятников восточноевропейскому микоку. Зубчато-мустьерская линия развития (на леваллуазской технической основе) представлена материалом Лысогорского местонахождения (Северная Осетия), где типология орудий во многом обуславливалась характером используемого сырья. Индустрию этого памятника составляли: зубчато-выемчатые орудия, скрёбла и единичные остроконечники, в том числе удлинённые двусторонне обработанные чопперы.

#### Крым

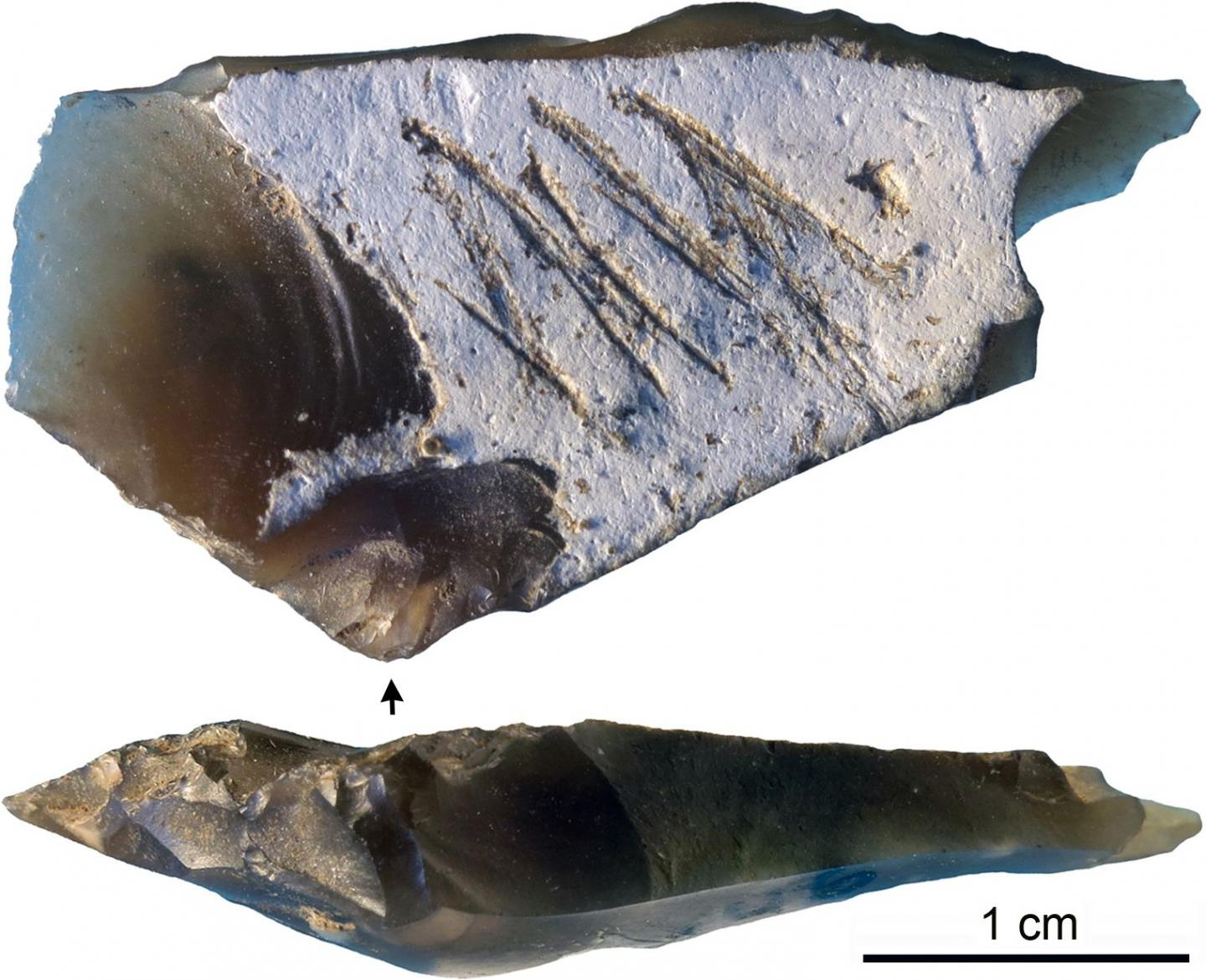
Неандертальское орудие из грота Киик-Коба, Крым

Материальная культура мустьерских памятников Крыма имеет множество сходств, вследствие чего их рассматривают как части единой белогорской культуры; однако встречаются и более дробное деление (аккайская и кабазийская культуры). Наиболее выразительная группа мустьерских памятников исследована в окрестностях Белогорска, у скалы Ак-Кая (Заскальная V и Заскальная VI, Сары-Кая, Красная Балка, грот Пролом); другие важные памятники — Киик-Коба, Чокурча, Шайтан-Коба, Волчий грот, Староселье, Кабази, Холодная Балка и др. Для местной индустрии характерны специфичные формы двусторонней обработки, особенно ножи с асимметрично расположенным лезвием; помимо орудий труда находки представлены костями животных и останками неандертальцев.

#### Русская равнина
Мустьерские стоянки Русской равнины разбросаны на значительном расстоянии друг от друга, что затрудняет их изучение; среди важнейших памятников: Сухая Мечётка (в районе Волгограда), Рожок I—II (недалеко от Таганрога) и Хотылёво (окрестности Брянска). Сухая Мечётка — стоянка на берегу одноимённой балки в долине Волги; местная материальная культура имеет как сходства с памятниками Крыма и Донбасса, так и определённое своеобразие. Для изготовления орудий труда использовались местный кремень и кварцит; основными объектами охоты были первобытный зубр, дикая лошадь, сайга и мамонт; обнаружены также следы кострищ и признаки различного использования отдельных территорий поселения. Стоянка Рожок I расположена на берегу Азовского моря, недалеко от Таганрога; её материальная культура отличается ещё большим своеобразием, хотя и не противопоставляется Сухой Мечётке, памятникам Крыма и Донбасса; главная особенность — находки концевых скребков и проколок с оформленным жальцем (более совершенные орудия, больше характерные для последующего времени); трасологический анализ показал, что часть орудий использовалась для обработки шкур, а проколки — для шитья одежды. Среди находок из Рожка I преобладают костные останки (длиннорогий бизон, дикие лошади и ослы, гигантский олень и др.); зольные пятна указывают на места костров. Местонахождение Хотылёво расположено на высокой террасе реки Десны и представляет остатки мастерской; большинство объектов — каменные изделия, находки костей единичны. Материальная культура Хотылёво отличается от упомянутых памятников Русской равнины; техника расщепления камня там представлена своеобразным леваллуазским вариантом с особыми асимметричными нуклеусами и одним снятым отщепом.

### Средний палеолит Урала и азиатской части России

#### Урал
Находки мустьерских артефактов на Урале немногочисленны, однако охватывают широкий ареал. На Южном Урале в эпоху мустье была перезаселена ашельская стоянка Мысовая; в прилегающих областях орудия этого же времени обнаружены на стоянках Айдос (на реке Уфе) и Муллино. В Среднем Предуралье единичные мустьерские артефакты обнаружены на стоянке Пещерный лог (на реке Чусовая); в северной части региона мустьерский материал отмечается на стоянке Бызовая (на реке Печора). Особый интерес представляет небольшая группа находок из памятника Мамонтовая курья, расположенного за чертой Полярного круга; их культурная принадлежность не установлена, но датировка связывает её с финальным мустье или началом верхнего палеолита.

#### Азиатская часть России
Находки этого времени происходят из двух областей — Южной Сибири и Приангарья. Орудия леваллуа-мустьерского облика обнаружены в пещерах Алтая — Усть-Канской, Страшной, Денисовой, Чагырской, Окладникова; на территории Минусинской котловины (Хакасия) исследован грот Двуглазка; отдельные редкие находки известны из других районов Южной Сибири. В Приангарье мустьерские артефакты фиксируются в местонахождениях предшествующего времени, где идентифицируются по леваллуазской технике. Особый интерес представляет материал пещер Чагырская и Окладникова, представляющий местный сибирячихинский вариант среднего палеолита Алтая. На Алтае проживала крайняя восточная группа неандертальцев (вероятно выходцев с территории современного Узбекистана), где она сосуществовала с популяцией денисовцев, истоки культуры которых прослеживаются в древнейших слоях соответствующей пещеры.
Существуют предпосылки для обнаружения мустьерских памятников на Дальнем Востоке.

## Антропологические находки
Средним палеолитом датируются древнейшие антропологические находки на территории России. Наиболее многочисленные останки неандертальцев обнаружены на Северном Кавказе (пещеры: Мезмайская, Баракаевская и Монашеская, Ильская стоянка); местные популяции были генетически близки обитателям Центральной Европы. Некоторые из указанных останков отличаются хорошей сохранностью, а материалы из Мезмайской пещеры (датированные 60—70 и 40 тысяч лет назад) использовались в международном проекте расшифровки генома неандертальца. В Южной Сибири были обнаружены останки неизвестной ранее разновидности людей (денисовский человек), сосуществовавшей с крайней восточной популяцией неандертальцев. В Крыму останки из грота Киик-Коба вероятно представляют неандертальское погребение: взрослый индивид ростом 155—159 см лежал на правом боку со слегка подогнутыми ногами; в качестве могильной ямы были использованы естественные неровности грота; погребение, вероятно, принадлежало женщине в возрасте около 35 лет, погибшей в расцвете сил ненасильственной смертью (по видимому — в результате болезни); неподалёку также обнаружены останки 6—8-месячного ребенка.
Имеющиеся антропологические находки позволяют предположить, что уже в эпоху мустье на территории Европейской России сложилась основа для формирования местных популяций верхнепалеолитического Homo sapiens. В частности, широкий резонанс получила палеоантропологическая находка из Староселья (Крым), где обнаружен череп ребёнка с ярко выраженными сапиентными чертами. Другая находка такого же рода происходит с памятника Рожок I (Северное Приазовье), где обнаружен второй коренной зуб палеоантропа, в морфологии которого сочетаются архаичные и сапиентные черты. Анализ пропорций зубной ткани зуба из IV слоя стоянки Рожок I показал, что постоянный второй левый моляр принадлежал микокскому неандертальцу.

## Конец среднего палеолита
Специфика перехода от среднего к верхнему палеолиту остается неясной; известно лишь, что наступление новой эпохи происходило в условиях дальнейшего похолодания. По одной из версий, около 40 тысяч лет назад мощное суперизвержение Флегрейских полей (на Апеннинах), Казбека (на Кавказе) и Святой Анны (в Карпатах) вызвало эффект вулканической зимы, в условия которой, по-видимому, произошло массовое вымирание неандертальцев, однако существуют и другие версии. Ориентировочной датой окончания мустьерского вюрма принят рубеж около 35 тысяч лет назад. Имеющиеся данные по хронологии, экологии, технологии и типологии микокского, леваллуа-мустьерского и пластинчатого мустьерского технокомплексов Восточной Европы не позволяют предполагать их участие в сложении верхнепалеолитических индустрий.
В эпоху верхнего палеолита часть неандертальских стоянок была перезаселена кроманьонцами — архаичной разновидностью людей современной анатомии (Homo sapiens sapiens).